# Volvo B5RLEH
Volvo B5RLEH/B5RH/B215RH — городской коммерческий низкопольный электробус большой вместимости производства Volvo Bussar, предназначенный для эксплуатации в странах с левосторонним движением, а также шасси для других электробусов, которое пришло на смену шасси Volvo B7RLE.

## Эксплуатация
В январе 2013 года австралийский оператор Transperth закупил несколько единиц B5RLEH с кузовом Volgren для обслуживания компанией Perth Central Area Transit. Через год электробусы стали обслуживаться компанией Torrens Transit. В марте 2015 года электробусы начали эксплуатацию в Сингапуре (SBS Transit), дополнительно 11 февраля 2016 года было приобретено ещё несколько единиц, но уже с 6-ступенчатой трансмиссией. До марта 2019 года некоторые из электробусов эксплуатировались в Австралии, где в апреле 2015 года начал испытания первый Volvo B5RLEH с кузовом Volgren Optimus. В период с июня 2017 года по декабрь 2018 года был арендован в Австралии ещё один Volvo B5RLEH, но уже с кузовом Bustech VSTH. Наконец, в июне 2019 года австралийский Порт Стивенс стал обслуживать два автобуса Volvo B5RLEH Bustech VST.

## Двигатели
D5F, 4 764 см³ (291 куб. дюйм), рядный 4-цилиндровый турбодизель (2013 — настоящее время)
D5F215 — 161 кВт (216 л. с.), 800 Нм, Евро 5/EEV